# Nationalstraße 109 (China)

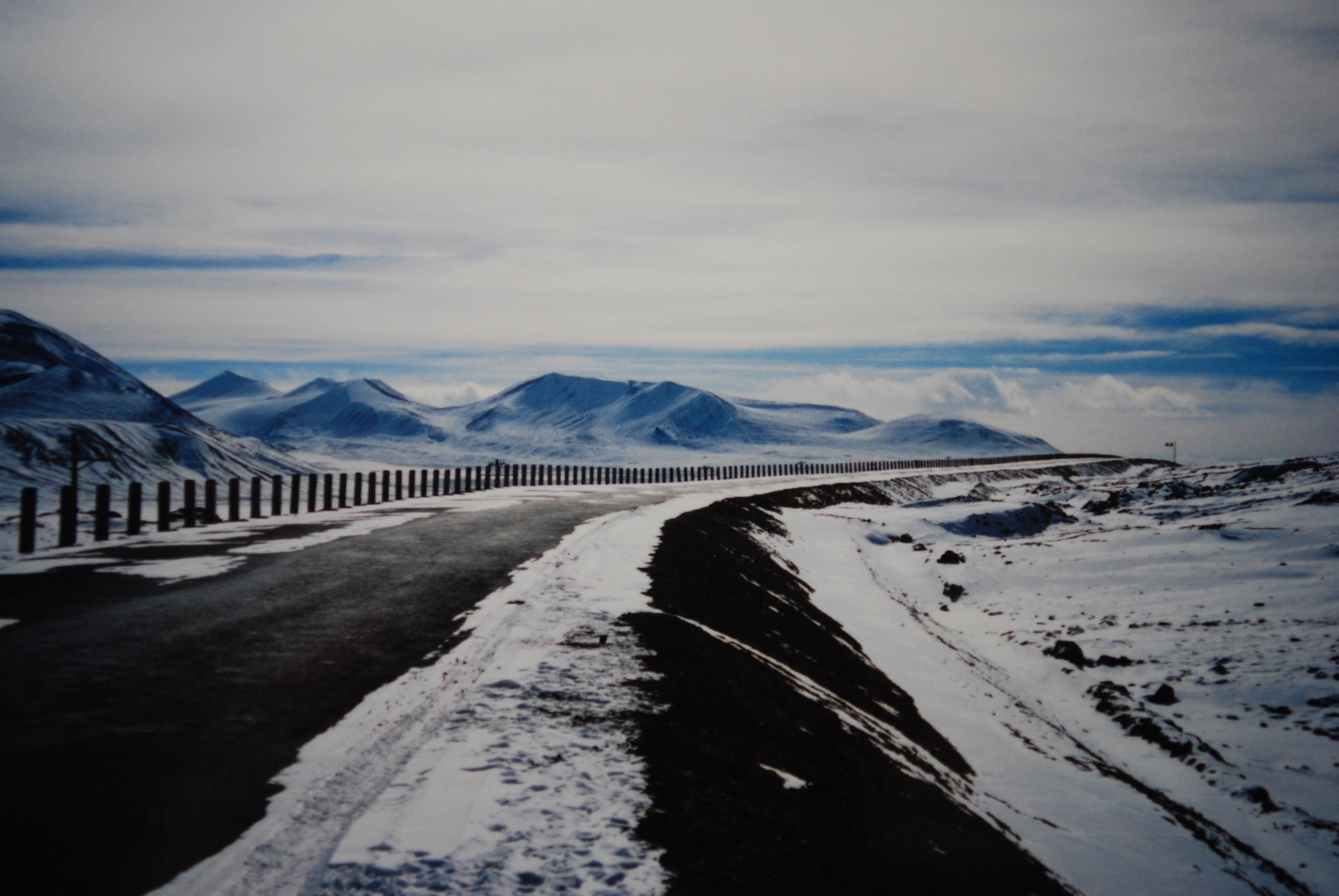
Die G109 durch eine Hochebene in der Provinz Qinghai.

Die chinesische Nationalstraße 109 (chinesisch 109国道, Pinyin 109 Guódào, englisch China National Highway 109), chin. Abk. G109, ist eine 3.901 km lange Fernstraße auf dem Gebiet der regierungsunmittelbaren Stadt Peking, in den Provinzen Hebei, Shanxi, Gansu und Qinghai sowie den Autonomen Gebieten Innere Mongolei, Ningxia und Tibet. Sie führt von der Hauptstadt Peking (Beijing) über Yangyuan, Datong, Qingshuihe, Dongsheng, Huinong, Yinchuan, Baiyin in die Metropole Lanzhou. Von dort führt sie weiter über Minhe, Xining, Golmud, Nagqu, Damxung in die tibetische Hauptstadt Lhasa.